# D 569 (Türkei)
Die Straße D 569 (Devlet yolu 569) ist eine 25 km lange Straße in der europäischen Türkei.

## Verlauf
Die Straße beginnt an der D 020 in Subaşı und führt über Çatalca nach Süden. Sie kreuzt die Autobahn Otoyol 3 (Europastraße 80) und endet in Büyükçekmece an der West-Ost-Achse der D 100.